# نقص المناعة الأولي
نقص المناعة الأولي هي مجموعة من أمراض واضطرابات تمثل فقدان جزء من الجهاز المناعي في الجسم أو أنه لا يتصرف بنظامية. لأجل اعتبار نقص المناعة أوليا يجب التأكد من عدم وجود سبب ثانوي في الطبيعة مثل مرض آخر أو دواء أو التعرف لمواد كيميائية أو بيئية.
أغلب أنواع نقص المناعة الأولي هي أمراض وراثية، وأغلب من يشخص بهذه الأمراض هم أطفال أعمارهم أقل من سنة، لكن هنالك أمراض أخف قد لا يمكن ملاحظتها حتى عمر أكبر. هنالك حوالي شخص واحد من بين كل 500 شخص مصابون بأمراض نقص المناعة الأولية.